# モンゴロイド
| ネグロイド人種 ブッシュマン ネグロイドコーカソイド人種 地中海人種 北方人種 | オーストラロイド人種 ネグリト オーストラロイドモンゴロイド人種 ポリネシアン モンゴロイド (A) モンゴロイド (B) モンゴロイド (C) エスキモー |

モンゴロイド（英: Mongoloid）とは、人類学創始期の形態人類学における人種分類概念の一つである。
日本語では一般に黄色人種、黄人、蒙古人種とも訳される。
18世紀にドイツ人の人類学者ヨハン・フリードリヒ・ブルーメンバッハによって分類された五大人種に基づく。現代でも便宜的に用いられることはあるが、科学的に有効な概念とは見なされていない。

## 概要
モンゴロイドは、東アジア（北アジア及びチベット高原を含む）・東南アジアを中心に、中央アジア・南北アメリカ大陸・太平洋諸島及びアフリカ近辺のマダガスカル島に分布する。狭義ではポリネシア人やアメリカ先住民を含めない用法もある。
黄色人種の名は白人と比較した際のモンゴロイドの肌の色に由来するが、実際のモンゴロイドの肌の色は、白色から褐色まで幅がある。東アジア・北アジアでは黄白色、東南アジアでは黄褐色の傾向がある。南アジアや南アメリカなどでは褐色だが、ネグロイドのような黒い肌はみられない。
近年の人類集団を分類する学説では、各人種の原初の居住地を分類名称とすることが多くなっており、その場合、東アジア並びに東南アジアに居住するモンゴロイドを東ユーラシア人とし、アメリカ大陸で分化したモンゴロイドを南北アメリカ人とする。またオーストラロイドとされたサフール人を含めた旧来の広義のモンゴロイドを全て網羅する定義としては、「環太平洋人」とする場合がある。アジアに住む人々はアジア系民族と呼ぶのが一般的であるが、アジア人にはコーカソイドに属するインド・アーリア人も含む。

## 概念の変遷
「モンゴリアン」概念は1785年にドイツ・ゲッティンゲン大学の学者であるクリストフ・マイナースによって初めて導入された。マイナースは人類を「タルタル・コーカサス人」と「モンゴリアン」の2つの人種に分け、前者は美しく、後者は「身体と精神が弱く、悪徳で美徳に欠けている」と信じていた。
その後、ブルーメンバッハがDe Generis Humanis varietate Nativa（ヒトの自然的変種）1795年改訂版で、人類を五大人種（コーカシア/白人種、モンゴリカ/黄色人種、エチオピカ/黒人種、アメリカナ/赤色人種、マライカ/茶色人種）に分けたことで広まった 。
過去には次のような説もあったが、DNA分析の結果などから現在は否定されている。
- ユーラシア大陸東部に居住したモンゴロイドは、既に絶滅したとされる北京原人やジャワ原人の子孫であるという説。

なお、「モンゴロイド」という概念は、数世紀前のヨーロッパ人による主観的な人種差別に基づく古い分類であり、最新の科学的な根拠に基づいていない分類である、とする見方もある。

## 「モンゴロイド」の出現と分化

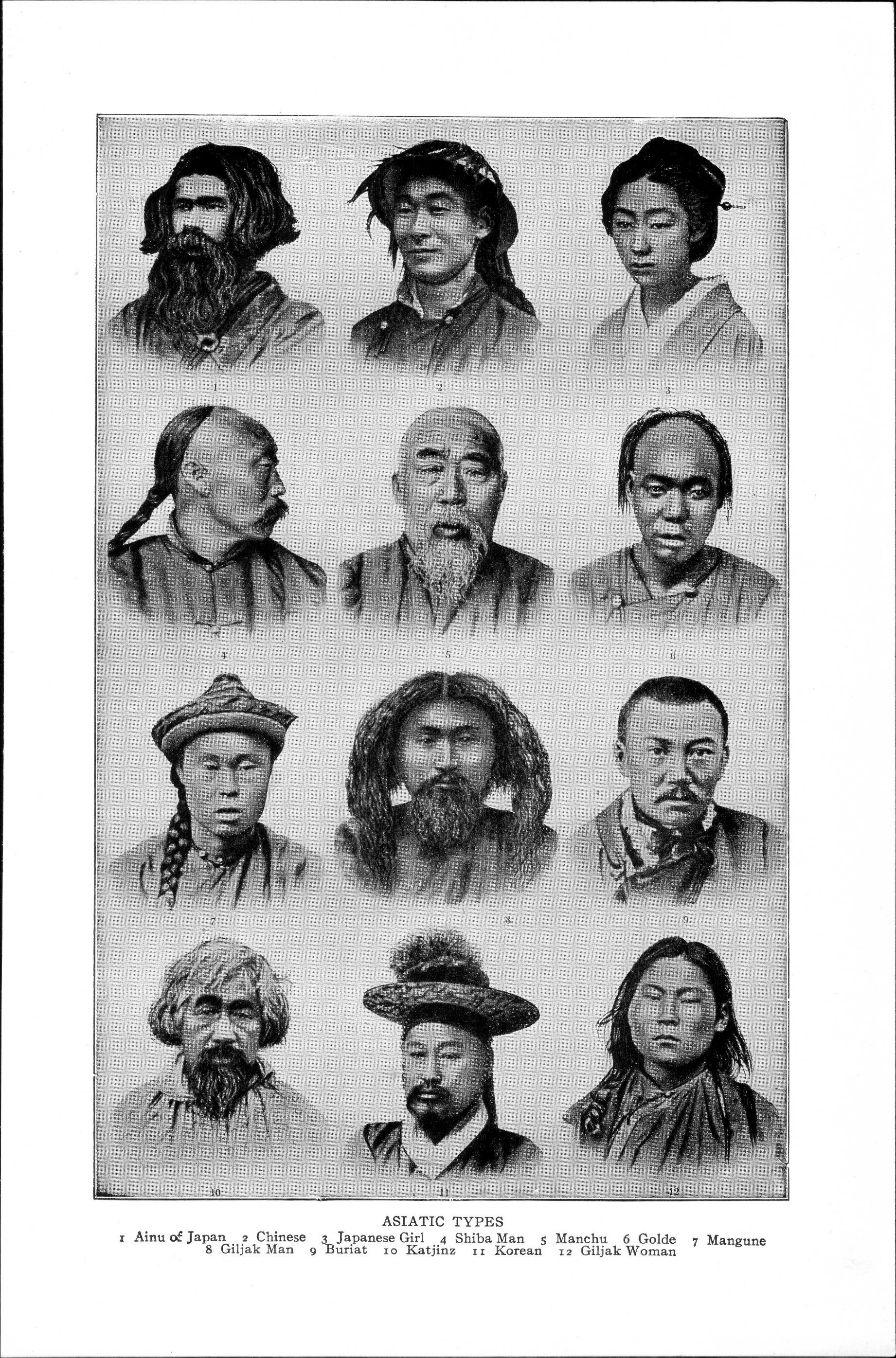
アジア人の種類 (1924年)

東アジア方面に進出した人々は、天然の要害であるヒマラヤ山脈・アラカン山脈が障害となり、中東・インド亜大陸の人々との交流を絶たれ、独自の遺伝的変異・環境適応を成し遂げることとなる。こうしてモンゴロイドが形成された。
モンゴロイドはその後、1万4000-1万2000年前にベーリング地峡（のちのベーリング海峡）を渡りアメリカ大陸に進出。また3000-2000年前には太平洋の島々にも移住した。

### 新モンゴロイド

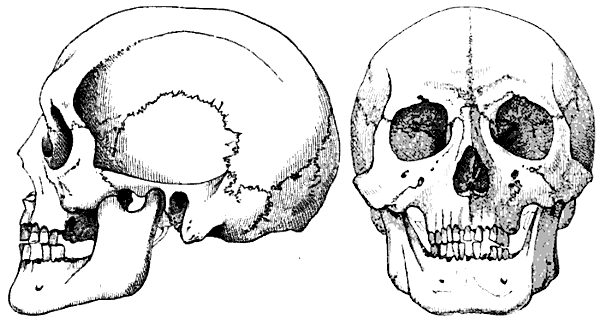
カルムイク人の頭骨。トマス・ヘンリー・ハクスリーの著作より（1901年）。

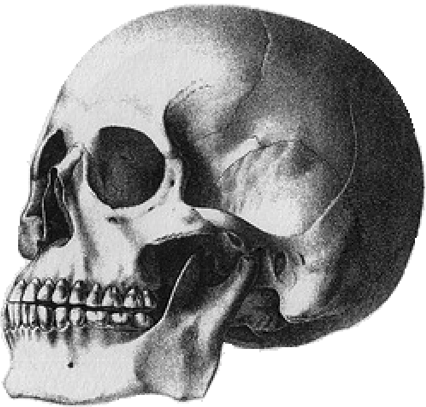
マプチェ族の頭骨。サミュエル・ジョージ・モートンによる（1839年）。

東ユーラシア北部の寒冷地域で独自の寒冷適応を遂げた集団が、かつての形質人類学で新モンゴロイドとされた人々である。
日本列島に到達した新モンゴロイドが渡来系弥生人で、日本列島全体においては、渡来系弥生人と縄文系弥生人の遺伝子が混ざりその後の大和民族・和人が形成されたとする説がある。遺伝子分析の結果、縄文人の遺伝子は日本人の中でもアイヌに強く受け継がれており、大和民族にはアイヌと比べてその影響が少ないものの、日本人（アイヌ人、琉球人、大和民族）は皆縄文人の血を受け継いでいる。朝鮮半島に近い九州北部よりも、四国・近畿に渡来人由来と見られる遺伝子が多い。
新モンゴロイドは、寒冷地域に適合した体質として、比較的体格が大きく、凹凸の少ない顔立ち、蒙古襞（もうこひだ、目頭の襞）、体毛が少ないこと（特に男性のひげの少なさ）などの特徴を持っている。さらに、耳垢が湿ったあめ状ではなく乾燥した粉状となり、耳垢の特徴と同じ遺伝子によるわきがの原因となるアポクリン汗腺が少なく、頭髪が直毛であること、頭形は前後に短く横に広い短頭が一般的で脳容積が大きいといった特徴がある。新生児に蒙古斑が見られるのも特徴である。

### モンゴロイド系とされた人々
南北アメリカ大陸では、「モンゴロイド」の定着以前に人類は全く存在していなかったとの説が有力である。
モンゴロイドの一部は、フィリピン群島を経て東南アジアから太平洋に漕ぎ出し、イースター島やニュージーランドにまで到達している（今日のポリネシア人、ミクロネシア人）。さらに一部のモンゴロイドは、古代に稲作文化を携えてアフリカのマダガスカル東部地域にも居住地域を拡大したとされる。途中のインド洋島嶼部の多くは無人島で、且つアフリカ東部や中近東の陸地伝いには彼らによる移動の痕跡がみられないため、反対方向に向かったラピタ人やポリネシア人と同じく、相当高度な航海技術によって海上ルートを進んだと思われる。
ユーラシア大陸のモンゴロイドは、当初はヒマラヤ山脈以東の太平洋沿岸及びその周辺を居住地域としていた。特に、モンゴル高原を中心とする中央アジアの乾燥帯に居住した遊牧民達は生まれながらの騎兵であり、古代から中世の世界においては強大な軍事力を誇った。彼らはこの軍事力を武器に、古代はコーカソイドの居住地域であった中央アジア西域に進出、その後、一時的にヨーロッパ北東部及び中東・南アジア（インド亜大陸）にも進出した。特にモンゴル帝国はユーラシア大陸の東西に及ぶ巨大な勢力圏を築くに至った。

### モンゴロイドの区分
ユーラシア大陸東部のモンゴロイドは、寒冷適応の程度の軽重によって大きく古モンゴロイド・新モンゴロイドに区分されたが、遺伝的に見ると他の集団間の差異に比べて大きな隔たりは存在しない。モンゴル地域・中国東北部・朝鮮半島には新モンゴロイドが比重として圧倒的に多いのに対し、大陸南部や島嶼部へ行く程旧モンゴロイドの比重が高まっているとされる。
現在の人類学では形質研究よりも遺伝子研究が重視されている。遺伝子的には南方系モンゴロイドと北方系モンゴロイドと区分する場合もある。
遺伝的な近縁関係から人類集団を分類する近年の学説では、先述の通り、アジアに居住を続けてのちに一部が太平洋諸島・マダガスカル島に移住した東ユーラシア人と、南北アメリカ大陸で分化した南北アメリカ人に、旧来の狭義の「モンゴロイド」が二分されるとする。
区分
- 北方系古モンゴロイド
  - アイノイド：縄文人。アイヌは典型的なアイノイドだが、オホーツク文化経由で旧アジア人種の影響もある。大和民族はアイノイドと新モンゴロイド（北部モンゴロイド、中部モンゴロイド、南部モンゴロイド）との混血。南西諸島の琉球民族はアイノイドと新モンゴロイド（南部モンゴロイド）との混血。ハプログループDと関連。
- 南方系古モンゴロイド
  - インドシナ人種：中国南部 - 東南アジア北部のインドシナ半島（タイ人（シャム人）、クメール人、モン人(Mon)、チャム人含む）など。ハプログループO1b1と関連。
    - インドネシア・マレー人種：インドシナ人種とオーストラロイドとの混血人種で、台湾、東南アジア中部 - 南部（高砂族など台湾原住民、マレー人含む）など。ハプログループO1aと関連。
      - ポリネシア人種 ：南太平洋諸島、ハワイ諸島、ニュージーランド北部（ポリネシア人、ミクロネシア人、マオリ人含む）など。ハプログループO1aと関連。
- 新モンゴロイド(弥生人・古墳人含む)
  - 北部モンゴロイド：シベリア、北東アジア、カザフステップ、モンゴル、朝鮮半島（サモエード人、モンゴル民族、ツングース系民族含む）など。アルタイ諸語はハプログループC2、ウラル語族はハプログループN と関連。
  - 中部モンゴロイド：中国大陸（漢民族（華北）、チベット系民族含む）など。ハプログループO2と関連。
    - 南部モンゴロイド：中国南部 - インドシナ半島（漢民族（華南、台湾人）、キン族、ヤオ族、モン人(Hmong)、ビルマ族、カレン族、ラーオ族、シャン族含む）など。ハプログループO2と関連。

  - 旧アジア人種：シベリア東部など。旧アジア諸族の総称。ユカギール人、チュクチ人、ギリヤーク人（ニヴフ）など。ハプログループC2 と関連。
  - エスキモー人種（イヌイット、アレウト）：旧アジア人種とほぼ同様である。シベリア東端部、北アメリカ北端部（グリーンランド含む）など。ハプログループQと関連。
- アメリンド：アメリカ先住民（ケット人含む）ハプログループQと関連。

## 遺伝子

### Y染色体

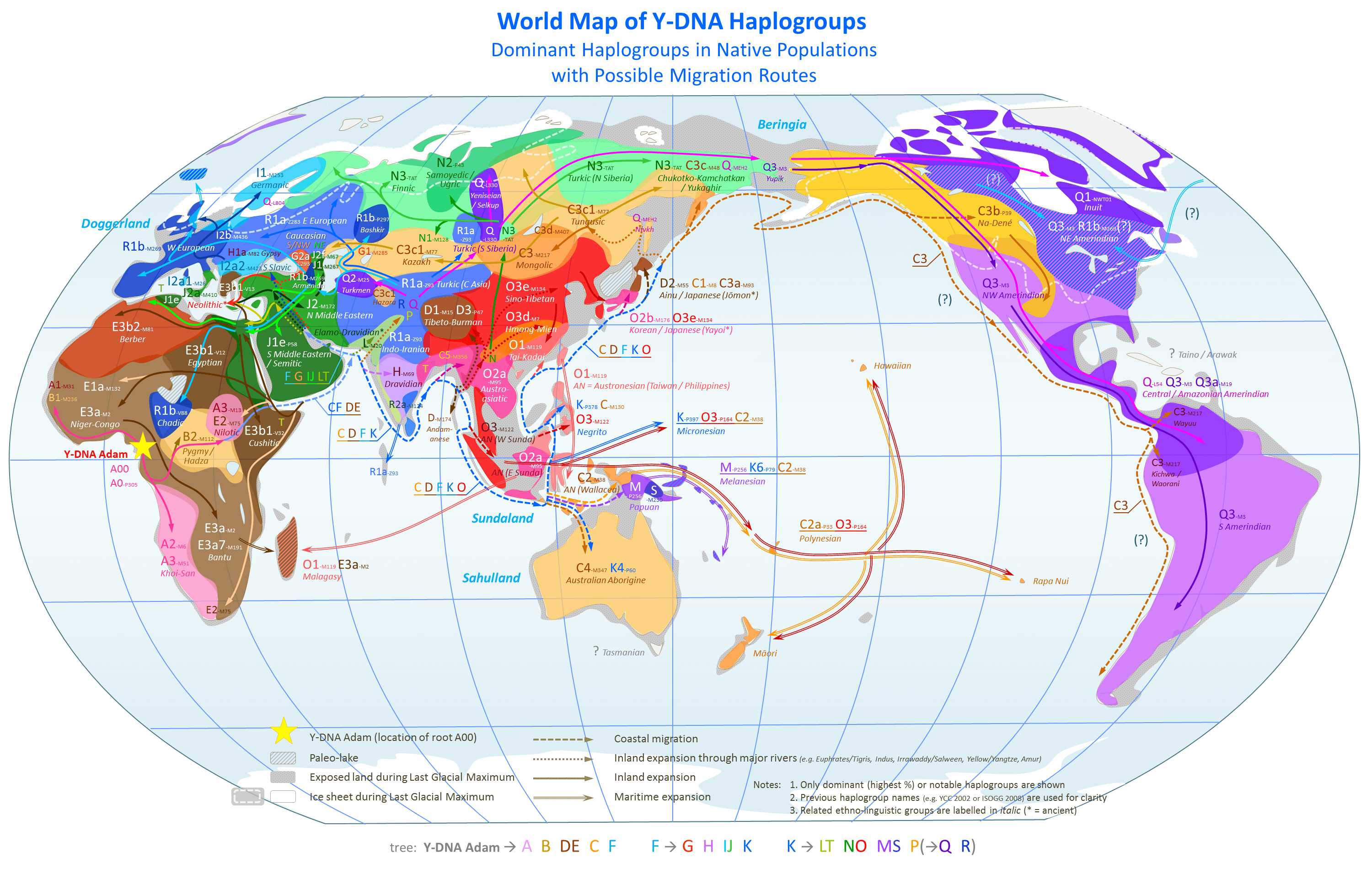
Y染色体ハプログループの拡散と人種

モンゴロイドは出アフリカ後にイラン付近からアルタイ山脈付近に至り東アジアに拡散した、「北ルート」をとった集団である。モンゴロイド人種を特徴づけるY染色体ハプログループとしてC2、D、N、O、Qが挙げられる。
- ハプログループC2は主にモンゴル系民族やツングース系民族、古シベリア諸語系民族、一部のテュルク系民族において高頻度であり、エスキモーやアサバスカ族などの北米先住民にも中頻度、中国北部や朝鮮半島でも中 - 低頻度で日本列島でも低頻度見られる。その他、モンゴル帝国の拡大とともに中央アジアなどでも確認される。
- ハプログループDは日本列島やチベット、アンダマン諸島で見られる。現在においては日本や山岳チベット、その他一部島嶼でしか見られず非常に稀なハプログループとなっている。
  - D1a1系統はチベット人に約50%と高頻度に見られ、その他ヤオ族でも確認されている。
  - D1a2a系統は3.8万年程前に日本列島で誕生した日本固有の系統である。縄文人はほとんどがD1a2系統であったと考えられ、弥生人が到来するまでの日本列島では非常に高頻度であったと考えられる。現代においてはアイヌ人で75%(4人中3人）または87.5%（16人中14人）、琉球民族で約40%(1999年発表の新家利一等の研究によれば64/187 = 34.2%、2006年発表のMichael F. Hammer等の研究によれば25/45 = 55.6%、2007年発表の野中育・水口清等の研究によれば35/87 = 40.2%）、日本人全体で約35%となっている。

なお、チベット人に見られるD1a1系統と日本固有とアンダマン諸島固有の祖型であるD1a2系統はお互いに最も近縁な兄弟群ではあるものの、5万3千年以上前に分岐しており、他のハプログループと比べるとサブグループ間でも親グループ間並に時間的距離が離れている。
- ハプログループNはサモエード系、ヤクート人と言ったシベリア北部やフィンランド、エストニアなどの北欧、バルト三国で高頻度に見られ、ウラル語族の担い手であると考えられる。ユーラシア大陸北部に広く分布している。東アジア周辺で発祥したと言われており、中国遼河文明時代の人骨からも高頻度に見つかっているため、かつては中国大陸北部などで支配的であったと考えられるが、現代の東アジアにおいては北部（満洲、モンゴル）でも概ね10%前後の頻度となっており、中国全国や朝鮮半島では5%程度で、日本ではそれを下回る低頻度となっている。
- ハプログループOは東アジアから東南アジアにかけて最多を占めるグループである。親系統別に見ると、コーカソイド系のハプログループRと並んで現代人類において最も帰属人口の多い系統である。その人口の多さから、多岐に渡るサブグループを生み出している。日本においてもO1b2が30%以上、O2がおおよそ20%見られ、親系統別で見るとやはりO系統が最多である。
  - O1a系統は台湾先住民に80%前後と非常に高頻度見られ、他に東南アジアやオセアニア(ポリネシア人種•メラネシア人種)に多く見られる地域がある。マダガスカル(マラガシー人種)やケニアでも検出例有り。オーストロネシア語族、タイ・カダイ語族と関連。
  - O1b1系統は中国南部及び東南アジア、並びにインドのムンダ語派の言語を使用する民族で多く、漢民族(華南)やヤオ族等の中国南部の少数民族に中頻度から低頻度見られる。オーストロアジア語族と関連。
  - O1b2系統は日本、朝鮮半島、満州民族などの東アジア北東部で多い。日本では30%程見られ、D1b系統と並んで日本人で最も多く見られる系統である。
  - 南方系古モンゴロイドを特徴付けるO1系統は東南アジアを中心に分布している。
  - O2系統は漢民族で50%以上、朝鮮民族やベトナム人（キン族）で40%以上と東アジアで最多のサブグループである。日本人にも20%程見られ古墳人にみられるY染色体ハプログループもO2系統で古人骨ゲノムデータの主成分分析では現代日本人と大陸集団との中間に位置する。シナ・チベット語族、ミャオ・ヤオ語族と関係。
- ハプログループQは南北アメリカ大陸先住民はほとんどがQ系統であり、かつてのアメリカ大陸においては非常に高頻度に見られた。一方ユーラシア大陸においてはエニセイ系ケット人で90%以上、パシュトゥーン人に16%、東アジア地域で5%未満と道中に足跡を残してはいるが、ユーラシア大陸では総じて低頻度である。
- ただし、人種を反映する形態形質は、父系のY染色体ハプログループのみでなく、母系のミトコンドリアDNAハプログループとも相関性があること（古モンゴロイドに特徴的な母系のハプログループとしては、ハプログループM7aなどがある）、さらに多くのY染色体ハプログループの系統が同一集団として同じ人種を形成した（遺伝子の系統と集団の系統が一致しない）ため、形質とY染色体ハプログループの系統は一致しない場合が多い。

|                           |                            |                           |                           |                           |
| ハプログループD (Y染色体) | ハプログループC2 (Y染色体) | ハプログループN (Y染色体) | ハプログループO (Y染色体) | ハプログループQ (Y染色体) |

### 下戸遺伝子
| 人種ごとのヌクレオチドの相違の数の見積もり、および人種間のNet Nucleotideの相違。人類遺伝学の宝来聡(国立遺伝学研究所)による。 | 人種ごとのヌクレオチドの相違の数の見積もり、および人種間のNet Nucleotideの相違。人類遺伝学の宝来聡(国立遺伝学研究所)による。 | 人種ごとのヌクレオチドの相違の数の見積もり、および人種間のNet Nucleotideの相違。人類遺伝学の宝来聡(国立遺伝学研究所)による。 | 人種ごとのヌクレオチドの相違の数の見積もり、および人種間のNet Nucleotideの相違。人類遺伝学の宝来聡(国立遺伝学研究所)による。 | 人種ごとのヌクレオチドの相違の数の見積もり、および人種間のNet Nucleotideの相違。人類遺伝学の宝来聡(国立遺伝学研究所)による。 |
| | コーカソイド （口数=20） | モンゴロイド （口数=71） | ネグロイド （口数=10） | |
| --- | --- | --- | --- | --- |
| コーカソイド | 0.0094 | 0.0012 | 0.0028 | |
| モンゴロイド | 0.0128 | 0.0137 | 0.0015 | |
| ネグロイド | 0.0194 | 0.0203 | 0.0238 | |
| 主要な人種間の遺伝の間隔と有効な発散の時間。根井正利ペンシルベニア大学教授による。                                           | | | | |
| 比較 | タンパク質 (62位置 ) | 血液型 (23位置 ) | 合計 (85位置 ) | 有効な発散の時間（年） |
| コーカソイド/モンゴロイド | 0.011 | 0.043 | 0.019 | 41000 ± 15000 |
| コーカソイド/ネグロイド | 0.030 | 0.038 | 0.032 | 113000 ± 34000 |
| ネグロイド/モンゴロイド | 0.031 | 0.096 | 0.047 | 116000 ± 34000 |

18の人類グループの遺伝的近縁関係を23種類の遺伝子の情報をもとに近隣結合法によって推定した図 (2002年)。斎藤成也国立遺伝学研究所教授による。

変動ゲノムワイドパターンから求められる51集団の遺伝的近縁図

近年のDNA分析では、モンゴロイドとその他人種との混血度を検証する手段として、二つ有るアセトアルデヒド脱水素酵素 (ALDH) のうちALDH2の突然変異（下戸遺伝子）をマーカー遺伝子とする方法が知られる。下戸遺伝子とは、ALDH2の487番目（N末端のシグナルペプチド17残基を考慮した場合は504番目に当たる）のアミノ酸を決めるコドンがGAAGluからAAALysに変化したものである（Aはアデニン、Gはグアニン）。この遺伝子は2万年程前に突然変異によって生じたとされ、特に新モンゴロイドに特有であり、この遺伝子を持つということは、「新モンゴロイド」であるか、かつて混血がおこったことの証明となる。。篠田謙一によれば、その後のデータの蓄積からALDH2変異型遺伝子の発生は中国南部付近で、中国南部と北部で好まれる酒の違いにも反映されている。全く酒が飲めない下戸 (Type AA) の人々—すなわち「下戸遺伝子」を二つ持つのは、「モンゴロイド」に類される人々のうちの5%以下である。下戸遺伝子（正しくはALDH2の遺伝子）の持ち主はAAとAGであり、遺伝子頻度についてハーディー・ワインベルクの法則が成立する場合、AAが5%ならAGは2 (10-√5) √5≒35%、AAとAGで約40%になる。AGはAAより強いがGGより弱く、下戸ではないが酒豪でもなく、「モンゴロイド」以外と比較すれば酒に弱い。
下戸遺伝子の持ち主は中国南部と日本に集中しており、水耕栽培の発祥と推測される中国南部での、水田農耕地帯特有の感染症に対する自然選択の結果ではないかとも推測されている。筑波大学の原田勝二による研究は、日本において九州と東北で下戸遺伝子が少ないという結果を出している。
「酒に弱いタイプ」 (Type AG) は「モンゴロイド」のうちの約45%であるので、上記ハーディー・ワインベルクの法則は成立しない。詳細はハーディー・ワインベルクの法則参照。「モンゴロイド」以外コーカソイド（白人）等の人々は、ほとんどが「酒に強いタイプ」 (Type GG) であり、モンゴロイドとの混血の子孫が想定される地域住民で、そうでないタイプが見つかることもある。

### 肥満関連遺伝子
内臓脂肪を貯め込む倹約遺伝子を他人種より2 - 4倍高頻度に有しており、肥満症から糖尿病になりやすいとされる。

### その他
最近の研究から、東アジア人（モンゴロイド）を特徴付ける遺伝子があることがわかった。

## 分布

### 東ユーラシア
| コーカソイド: アーリア人 セム人 ハム人 ネグロイド: アフリカン・ネグロ コイコイ人 メラネシア人 ネグリト アボリジニ Uncertain: ドラヴィダ人 & シンハラ人 | モンゴロイド: 北部モンゴロイド 漢民族 & インドシナ人 日本人 & 朝鮮人 チベット人 & ビルマ人 マレー人 ポリネシア人 マオリ人 ミクロネシア人 エスキモー & イヌイット アメリンド |

#### 北方系新モンゴロイド（北アジア）
- ウラル系
  - サモエード派（ある程度コーカソイドと混血している）
    - 北部サモエード
      - ネネツ人（ネネツ自治管区・ヤマロ・ネネツ自治管区・タイミル自治管区・ノヴァヤゼムリャ）
      - エネツ人（エニセイ川河口東岸)
      - ガナサン人（タイミル半島）

    - 南部サモエード
      - セリクプ人（エニセイ川中流域左岸一帯 旧称オスチャーク族で人種的にはケット人に近い)

  - フィン・ウゴル派
    - ウゴル
      - オビ・ウゴル（大部分がコーカソイドと混血している）
        - ハンティ人（ハンティ・マンシ自治管区 旧称オスチャーク族で人種的にはケット人に近い）
        - マンシ人（ハンティ・マンシ自治管区）

コーカソイド人種フィン・ペルム及びマジャール人
- アルタイ系
  - ツングース派
    - 北部ツングース
      - エヴェン人 (東シベリア北部地域/マガダン州・カムチャッカ州北部・中部及びオホーツク海周辺)
      - エベンキ グループ
        - エヴェンキ人（エヴェンキ自治管区・内モンゴル自治区エヴェンキ族自治旗・黒竜江省)
        - オロチョン族 (スタノヴォイ山脈周辺)
        - ソロン族  (エヴェンキの一支族)
        - ネギダール人（アムール川及びアムグン川沿岸)
        - キリ (南部ツングース語群のナナイの方言と考えられていたが、現在では北部ツングース語群に属すると考えられている)

    - 南部ツングース
      - 満州 グループ
        - 満州族（満州、清朝成立後中国各地に拡散）
        - シベ族（シボ族）/（女真族の一支族であるシベ氏族を起源とする）

      - オロチ・ウデへ グループ
        - オロチ人（アムール川流域）
        - ウデへ (沿海州シホテアリン山脈周辺)

      - ナナイ グループ
        - ナナイ人 (ホジェン族) (アムール川流域)
        - ウリチ (ハバロフスク地方ウリチ地区)
        - ウィルタ民族（オロッコ）/（樺太北東部）
- 朝鮮民族（朝鮮半島/北方系統のY染色体ハプログループ　C2系統14%、N系統4%、P系統2%、南方系統のY染色体ハプログループ　O2系統41%、O1b2系統31%、O1a系統3%、O1b1系統2%、D1a2系統2%）
  - 北部朝鮮(高句麗・扶余・東沃沮・穢・百済又は馬韓(支配層)・扶余語族・濊貊語・ウラル語族(遼河文明人)・ツングース語族)
    - 平安道方言
    - 咸鏡道方言
    - 中部方言

  - 南部朝鮮(韓人・三韓・伽耶又は弁韓・倭人又は弥生人及び古墳人・新羅又は辰韓・秦韓人・南部漢民族・百済又は馬韓(被支配層)・韓系諸語)
    - 全羅道方言
    - 慶尚道方言
    - 済州方言

#### 遊牧民系新モンゴロイド（中央アジア）
- アルタイ系
  - モンゴル派（一部がコーカソイドと混血している）
    - ダウール族（モンゴル族と異なる文化をもつ。モリンダワ・ダウール族自治旗)
    - 中央モンゴル語群
      - カムニガンモンゴル語
      - ブリヤート人（ブリヤート共和国・ウスチオルダ・ブリヤート自治管区・アガ・ブリヤート自治管区）
      - モンゴル族（モンゴル国・内モンゴル自治区）
        - ハルハ方言(モンゴル国)
        - チャハル方言(内モンゴル自治区)
        - コーチン方言Khorchin Mongolian(内モンゴル北東部)
        - ジャロート方言(内モンゴル北東部)
        - バリン方言

      - オルドスモンゴル族(オルドス市)
      - オイラト族（西モンゴル高原に居住。テュルク系ともいわれる）
      - カルムイク人（カルムイク共和国。チベット仏教を信仰）

    - 南部モンゴル語群
      - 東部ユグル族（粛南ユグル族自治県に居住。チベット仏教・シャーマニズム信仰。西部ユグル族はテュルク派)
      - トゥ族（土族モングォル語を使用。モンゴル高原から青海省・甘粛省に移住。吐谷渾の末裔）
      - バオアン族（保安族・イスラム教徒。モンゴル兵士の末裔といわれている）
      - トンシャン族（東郷族又はサルタ・イスラム教徒）
      - 康家人 (康家語を話す回族)

    - モゴール人（アフガニスタンの少数民族。おなじくモンゴル帝国の末裔。ヘラート州周辺に居住）
    - モンゴル語族以外(ペルシャ語系ダリー語)
      - ハザーラ人（アフガニスタンの少数民族。モンゴル帝国の末裔、バーミヤン遺跡付近に居住）

  - テュルク派（一部を除いてコーカソイドと混血している）
    - 南西部テュルク(オグズ)
      - 西部オグズ
        - トルコ人 (トルコ共和国)
        - ガガウズ人 (ガガウズ自治区)
        - バルカン・ガガウズ・トルコ語 (マケドニアのクマノヴォ及びビトラ地域)
        - アゼリー人 (アゼルバイジャン共和国)

      - 東部オグズ
        - トルクメン人（トルクメニスタン）
        - ホラサン・トルコ語(北ホラーサーン州・ラザヴィー・ホラーサーン州)

      - 南部オグズ
        - ガシュガーイー族 (イランのファールス州)

      - サラール族（中央アジアからきたオグス族の一派で漢族や回族やチベット族と融合）

    - 北西部テュルク(キプチャク)
      - キプチャク・ブルガール
        - バシキール人（バシコルトスタン共和国。テュルク化したマジャル人の末裔という[20]）
        - タタール語(タタールスタン共和国)

      - キプチャク・クマン
        - カラチャイ人（北コーカサス）
        - バルカル人(カバルダ・バルカル共和国)
        - クムク人(ダゲスタン共和国
        - クリミア・カライム人(クリミア)
        - クリムチャク人(黒海沿岸へ定住したユダヤ人)
        - ウルム人(チュルク語を話すギリシャ人)
        - クリミア・タタール人(クリミア共和国)

      - キプチャク・ノガイ
        - ノガイ族（ダゲスタン共和国北部のテレク川・クマ川間の地域
        - カザフ人（カザフスタン共和国）
        - カラカルパク人（カラカルパクスタン共和国）

      - キルギス・キプチャク
        - キルギス人（キルギス共和国）

    - 南東部テュルク(カルルク)
      - 西部カルルク
        - ウズベク人（ウズベキスタン共和国）

      - 東部カルルク
        - ウイグル族（新疆ウイグル自治区）
        - タランチ語
        - エイヌ語(タリム盆地)
        - ロプ語
        - イリ・チュルク人(新疆ウイグル自治区)

    - 北東部テュルク(シベリア)
      - 南部シベリア
        - サヤン・チュルク
          - トゥヴァ人（トゥヴァ共和国。チベット仏教・シャーマニズム信仰）
          - トファ人(ロシアイルクーツク州)

        - エニセイ・チュルク
          - ハカス人（ハカス共和国。シャーマニズム信仰）
          - 富裕キルギス語(富裕県に住むキルギス人)
          - ショル人（ケメロヴォ州。ロシア正教・シャーマニズム信仰）
          - 西部ユグル族（粛南ユグル族自治県に居住。チベット仏教。東部ユグル族はモンゴル系）

        - チュリム・チュルク
          - チュリム人(チュリム川流域)

        - アルタイ・チュルク
          - アルタイ人（アルタイ共和国。シャーマニズム信仰）

      - 北部シベリア
        - サハ人（ヤクート人）（サハ共和国。人種的にはサモエード人に近い。シャーマニズム信仰）
        - ドルガン人（タイミル自治管区。シャーマニズム信仰）

    - オグールテュルク(オグール・ブルガール・ハザール・アヴァール)
      - チュヴァシ人（チュヴァシ共和国）

#### 古シベリア・エスキモー系新モンゴロイド（北東アジア、北米の北極圏）
- 古シベリア系[オホーツク文化系・粛慎(みしはせ、あしはせ)]
  - ニヴフ民族（ギリヤーク人）/（樺太北部・アムール川下流域）
  - ユカギール人(コリマ川流域)
  - チュクチ・カムチャツカ派　
    - チュクチ グループ
      - チュクチ人（チュクチ自治管区）
      - コリャーク人（コリャーク自治管区）
      - アリュートル人 (コリヤーク自治管区)

    - カムチャッカ グループ
      - イテリメン人（カムチャッカ半島）

  - エニセイ派(デネ・エニセイ語族)
    - ケット人（エニセイ川・ケット川流域　旧称オスチャーク族である)

- エスキモー・アレウト系
  - アレウト派

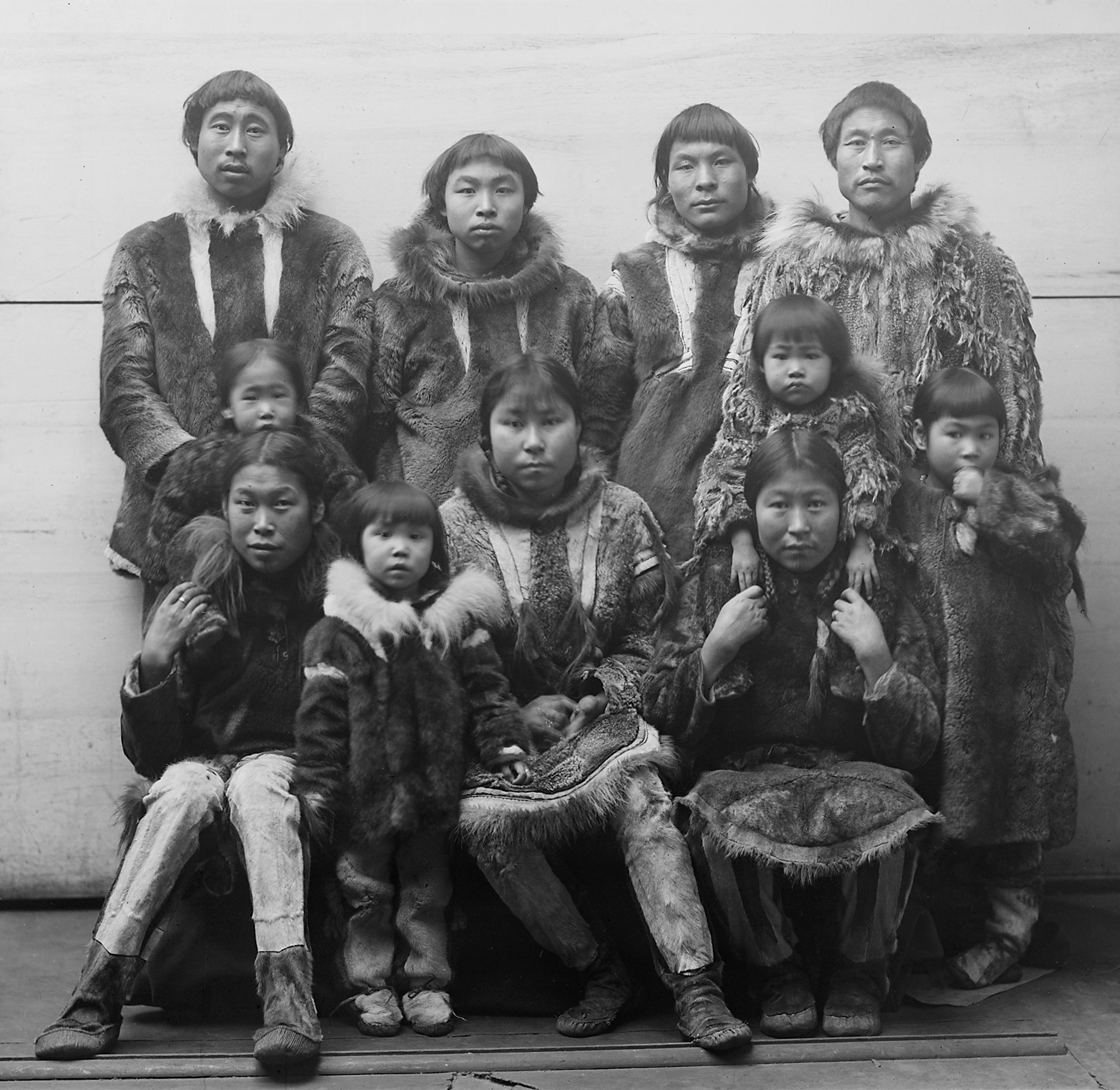
エスキモー家族 (1894年)

    - アレウト族（アリューシャン列島の先住民族）

  - エスキモー派
    - エスキモー グループ
      - イヌイット（カナダに居住）
      - カラーリット（グリーンランドに居住）
      - イヌピアット（アラスカ州北部北極海沿岸地域に居住）

    - ユピク グループ
      - ユピク（アラスカ州・ロシア極東やセントローレンス島にも同族が存在）

#### 北方系古モンゴロイド（アイノイド・縄文人）系統（日本列島）
縄文人を祖先とする日本列島の3民族、日本人、かつての蝦夷、大和、隼人、熊襲も含む。アイヌ民族はアイノイド（縄文人）の特徴を色濃く残しており、オホーツク文化人の特徴も見られる。大和民族と琉球民族もアイノイド（縄文人）を基盤とするが、新モンゴロイド（弥生人・古墳人）の特徴も見られる。下記はアイノイドの特徴が見受けられる順に記載。
- アイヌ民族（北海道・樺太南部・千島列島、「旧蝦夷地」中心に居住）
- 琉球民族（南西諸島）
- 大和民族（北海道・本州・四国・九州、本州中心に居住）

#### 新モンゴロイドと古モンゴロイドの双方の特徴を持つ（東アジア）
- シナ・チベット系
  - シナ派
    - シナグループ
      - 漢民族（中原の華夏族に東ユーラシアの多様なモンゴロイド系民族が絶え間ない混血を繰り返した。林惠祥は著書『中国民族史』で漢民族は華夏族を中心として東夷系、荊呉系、百越系及び東胡系、匈奴系などの民族を吸収し形成した民族であると論じている。黄河の上・中流を中心に居住していた華夏系は黄河の下流の東夷系、長江中下流域の荊呉系及び珠江を中心とした百越系と融合及び統合のプロセスを通して漢民族に生まれ変わったわけである。また辛亥革命以前の中国（清）では、中国人人口の80%は苗字も持たず、支配者である満州族と被支配民族である漢族のいずれの族にも含まれなかった平民だったが、辛亥革命以後、孫文は日本を訪問し、日本の近代化による発展を見て中国を近代化しようとした。 辛亥革命以後、苗字がなかった大多数の中国人が苗字を持てるようにし皆漢族に編入された。現行の漢民族のY染色体ハプログループ は主要26系統(0.1%以上)と非常に多く、さまざまな民族が近代以降に漢民族となったと考えられる。漢族が人口の大部分を成している中国の漢族、世界各地の華人のほか、周辺諸国に移住し現地化した華人であるホア族・ガイ族・コーカン族・大多数の台湾人・プラナカンなども広い意味では含まれる。漢民族を17の民系に分けることができ実際のところ言語よりも生活習慣、文化などによって分類される場合が多い。)
        - 北部漢民族(北朝・黄河文明(華夏族及び東夷)と北狄(東胡及び匈奴)の混血が進んだ。)
          - 古官話グループ
            - 北方語
              - 華北東北方言
                - 北京官話「幽燕民系」東北官話「東北民系」冀魯官話「冀魯民系」膠遼官話「膠遼民系」

              - 北西方言
                - 中原官話「中原民系」関中片「関中民系」蘭銀官話「蘭銀民系」

              - 西南方言
                - 西南官話 湖北省、湖南省、広西チワン族自治区「湖広民系」四川省、貴州省、雲南省、重慶市「巴蜀民系」

              - 江淮方言
                - 江淮官話「江淮民系」南京官話

            - 晋語「晋綏民系」

        - 南部漢民族(南朝・長江文明(長江中下流域の荊呉)と珠江流域の百越が混血した。その後北狄から逃れた華夏族及び東夷と混血したが北狄(東胡及び匈奴)との混血は少ない。下戸遺伝子の持ち主は中国南部と日本列島に集中していて水耕栽培の発祥との関連が指摘されている。) 
          - 上古中国語グループ
            - 呉語「呉越民系」
              - 徽語「呉越民系」

            - 閩語「閩民系」
            - 贛語「江右民系」
            - 客家語「客家民系」
            - 湘語「湖湘民系」

          - 中古中国語グループ(嶺南)
            - 粤語
              - 広東語「広府民系」
              - 広西平話

      - 平地ヤオ族(広西壮族自治区東部・湖南省南部の開けた地域)
      - 平話紅ヤオ族
      - 白領ヤオ族又は四姓ヤオ族(袁・梁・侯・藍)
      - サンジウ族(ベトナム社会主義共和国で広東語の方言あるいは広西平話を話すザオ族)
      - 回族（漢族のイスラム教徒。寧夏回族自治区・甘粛省など）
      - ドンガン人（中央アジアのフェルガナ盆地に居住している漢族のイスラム教徒）

    - ペーグループ
      - ペー族（雲南省・ミャンマー北部等。チベット・ビルマ派に含まれるという説もある）

  - チベット・ビルマ派
    - チベットグループ（一部がインド・アーリア系と混血している）
      - チベット族（チベット高原に居住。チベット自治区・青海省・ラダック・アクサイチンなど）
      - メンパ族（チベット族でマクマホン・ライン以南に居住）
      - ラダック人 (ヒマラヤ山脈とカラコルム山脈に挟まれた一帯)
      - シェルパ (エベレスト南麓)
      - ローバ族（チベット自治区に居住。チベット系）
      - ネワール族（ネパールの少数民族）
      - タマン族（ネパールの少数民族）
      - グルン (ネパールの少数民族)
      - マガール族（ネパールの少数民族）
      - レプチャ人（旧シッキム王国。インドのシッキム州）
      - ブティヤ人（旧シッキム王国。インドのシッキム州）
      - ドゥクパ（チベット系ブータン人）

    - カマルパグループ(インド北東部とビルマ西部で話されている言語)
      - クキ・チン・ナガ諸語
        - クキ・チン諸語
          - 中部
            - クキ族（インドのマニプル州）
            - チン族（ミャンマーのチン州）
            - ミゾ族（インドのミゾラム州）
            - ボーン語(バウム族/インド・ミャンマー・チッタゴン丘陵地帯)
            - フマール語(アッサム州・マニプル州・メーガーラヤ州・ミゾムラ州)

          - 北部
            - ライ族(ネパール・シッキム州・西ベンガル州)
            - ファラム語(チン州)
            - ゾウ語(チン州・ミゾムラ州・マニプル州)
            - アナル族（インドのマニプル州及びミャンマー北西部）

          - 南部
            - ショー語(チン族の支族で仏教徒/チン州・ラカイン州)
            - マラ語(ミゾムラ州)
            - ズィフェ語(チン州)

        - ナガ諸語
          - ナガ族（インドのナガランド州及びマニプル州のナガ丘陵）。

        - カルビ語/アムリ語(アッサム州・メーガーラヤ州)
        - マニプリ語(マニプル州)

      - タニ諸語(アルナーチャル・プラデーシュ州)
        - アボル族
        - ミリ族
        - アパタニ語
        - ダフラ語

      - ボド・ガロ諸語
        - ボド族（インドのアッサム州）
          - トリプリ族（インドのトリプラ州）

        - ガロ族（インドのメーガーラヤ州）

    - チアングループ
      - 北部チアン
        - ギャロン
          - ギャロン語
          - ラヴロン語
          - ダウ語

        - チアン
          - チャン族（四川省に居住。チベット系)
          - ムニャ語
          - プミ族（雲南省に居住。チャン族系）

      - 南部チアン
        - ジャバ
          - ジャバ語

        - グイチョン
          - グイチョン語
          - チョユ語
          - シヒン語

        - アルス
          - ナムイ語
          - アルス語
          - ルズ語

      - トゥチャ族（四川省・湖南省・湖北省・重慶市）

    - カチン・ルイグループ
      - カチン族（チンポー族）/（ミャンマーのカチン州）
      - サック語群及びルイ諸語
        - ルイ語系
        - カドゥ語 (ザガイン管区)
        - ガナン語 (ザガイン管区)
        - ゲナン語
        - タマン語
        - アンドロ (マニプル州)
        - ウンドロ
        - センマイ (マニプル州)
        - チャイレル
        - サック語群 (チャック語又はサク語又はサック語/ラカイン州・チッタゴン丘陵地帯)

      - ヌン/ラワン語系
        - トールン族又はトゥルン（雲南省）
        - ズルワン語
        - ダル語
        - ヌー族(ヌン語又はアヌン語)
        - ヌス語
        - タンサル語
        - マトワン語
        - ルンミ語
        - ラワン語(チベット系民族/カチン州)

    - ビルマ・ロロ・ナシグループ
      - ビルマ(一部がインド・アーリア系とオーストラロイドと混血している）
        - ビルマ族（ミャンマーの主要民族）
        - ツァンラ（ビルマ系ブータン人)
        - ラカイン族（アラカン族）（ミャンマーのラカイン州）
        - マルマ族 (ラカイン族の支族)
        - ダボイ語
        - ベイク語
        - インダー族又はインター族（ミャンマーのインレー湖周辺）
        - ダヌ族 (ダヌ自治区)
        - タウンヨー族 (シャン州)
        - ヨー語
        - ランス語
        - ツァイワー語
        - ラチ語
        - アチャン族（ミャンマーのシャン州及び雲南省）
        - ボラ語
        - チンタウ語
        - プーン語

      - ロロ
        - イ族（ロロ族）（四川省・雲南省など)
        - リス族（雲南省）
        - ラフ族（雲南省）
        - ジーヌオ族又はチノ語（雲南省）
        - ザオゾウ語
        - アカ族（ミャンマー・ラオス・タイ・ベトナム）
        - ハニ族（雲南省）
        - ホニ語
        - パイホン語
        - パーナ語
        - シラ語
        - カトゥ語
        - ピョー語
        - ムピ語
        - ビス語
        - ピエン語
        - プノイ語
        - コーン語

      - ムル語
      - ウゴン語
      - ナシ
        - ナシ族（雲南省）
        - モソ族

    - カレン グループ
      - 白カレン（カレン州）
        - スゴー族
        - ポー族
        - モブワ族
        - パク・モネブワ系

      - 赤カレン（カヤー州）
        - カヤー族（ミャンマーのカヤー州）
        - ブエ・カヨー系
        - ゲコ・ゲバ系
        - パダウン族 （ミャンマーのカヤー州及び一部は内戦にてタイに定住）

      - 黒カレン
        - パーオー族

      - 他のカレン
        - インタレー族
        - インバオ族
        - ラタ族
- タイ・カダイ系
  - リー派
    - リー族（海南島）
    - 加茂語

  - カダイ派
    - 西部語群
      - ハラ語
      - コーラオ族（貴州省）
      - ラチ語

    - 東部語群
      - パハ語
      - 布央語
        - 布央人

      - エン語
      - 普標語

  - カム・タイ派
    - 臨高・タイ諸語
      - 臨高語 (海南島)
      - タイ・チワン諸語
        - チワン族（広西チワン族自治区）
        - タイ族諸言語
          - 北部タイ諸語
            - プイ族（貴州省・雲南省・四川省及びベトナム）

          - 中央タイ諸語
            - タイー族

          - 南西タイ諸語
            - 南タイ語
            - タイ族（タイの主要民族）
            - ラーオ族（ラオスの主要民族）
            - イーサーン語
            - シャン族（ミャンマーのシャン州）
            - カムティ語

      - セック語

    - 拉珈・カム・スイ諸語
      - 拉珈・標諸語
        - 拉珈語
          - 拉珈人、茶山ヤオ族、長毛ヤオ族(広西荘族自治区東北部茶山一帯・広西荘族自治区来賓市金秀ヤオ族自治県)

        - 標語

      - カム・スイ諸語
        - 草苗語
        - トン族（広西チワン族自治区・貴州省・湖南省）
        - 莫語
        - ムーラオ族（広西チワン族自治区）
        - マオナン族（広西チワン族自治区）
        - スイ族（広西チワン族自治区・貴州省・ベトナム）
- ミャオ・ヤオ系
  - ミャオ派
    - ミャオ語
      - 苗族(ミャオ族)（中国南部から東南アジアの山岳部）
        - 西ミャオ語群(川黔滇方言)
        - 北ミャオ語群(湘西方言)
        - 東ミャオ語群(黔東方言)
          - 繞家語
            - 繞家人

    - 布努語
      - 布努人又は布努ヤオ族

    - 巴哼語(パフン語)
      - 巴哼方言
        - 八姓ヤオ族(盤・沈・鄧・趙・戴・藍・卜・洪)又は紅ヤオ族
        - 巴天族(ベトナム社会主義共和国の少数民族)

      - 唔奈方言
        - 花ヤオ族

    - 優諾語
      - 山話紅ヤオ族

    - 炯奈語
      - 花藍ヤオ族

    - シェ語
      - 畲族(シェ族)(福建省・江西省・広東省等)

  - ヤオ派（中国南部から東南アジア北部の山岳部）
    - ヤオ語(Mian Jin)
      - 勉・金門方言
        - 勉方言(Iu Mien)
          - 盤古瑶、過山瑶(焼畑農業により移住を繰り返す民族で主に槃瓠神話が伝わるがタイ王国のヤオ族では飄遥過海神話が伝わる)
          - ザオ族(ベトナム社会主義共和国のヤオ族)

        - 金門方言(Kim Mun)
          - 藍靛瑶
          - 山子瑶

      - 藻敏方言(Dzao Min)
        - 八排瑶、深山瑶(大瑤山周辺地域)

      - 標敏方言(Biao Min)
- 系統不明
  - タロン族（世界でもっとも小さい種族といわれるが話者が少なく系統不明。)
  - チッタゴン丘陵地帯(少数民族でジュマと総称されるモンゴロイド。)
    - チャクマ族(チベット・ビルマ語族からインド・ヨーロッパ語族のチャクマ語に言語シフトをした。)
    - マルマ族(アラカン語の方言のマルマ語)
    - トリプラ族(ボド・ガロ諸語のコクバラ語を話す。)
    - トンチョンギャ族(トンチョンギャ族はチャクマ族の支族でインド・ヨーロッパ語族のタンチャンヤ語を話す。)
    - チャク族(カチン・ルイ諸語のチャク語を話す。)
    - パンコー族(パンコー族とボンジョイ族の2つの氏族に分かれ、クキ・チン諸語のパンコー語を話す。)
    - ムロ族(クキ・チン諸語のムロ語を話す。)
    - ムルン族
    - バウム族(クキ・チン諸語のバウム語を話す。)
    - ルシャイ族(クキ・チン諸語のルシャイ語を話す。)
    - キャン族(キャン族はチャクマ族の支族である。)
    - クミ族(クキ・チン諸語のクミ語を話す。)

#### 南方系古モンゴロイド（東南アジア）
（いくつかの民族はオーストラロイドと混血している）
- オーストロアジア系
  - アンナン・ムオン派
    - アンナン グループ
      - キン族（アンナン族）（ベトナムの主要民族）
      - ジン族（広西チワン族自治区）
      - チュット語

    - ムオン グループ
      - ムオン族（ベトナムの山岳部）
      - トー語

  - モン・クメール派
    - 東部モン・クメール
      - クメール族（カンボジアの主要民族）
      - ぺアル語群又はペアール語群
        - ペアール人
        - サオチ人

      - バナル語群又はバナール語群
        - バナール人
        - スティエン族（ベトナム・カンボジアの少数民族）

      - カトゥ語群
        - カトゥ族
        - クイ族

    - 北部モン・クメール
      - パラウン語群
        - パラウン族または トーアン族（パラウン族）/（ミャンマーのシャン州・雲南省）
        - ワ族（ミャンマー北部・ラオス北部・中国南部）
        - プーラン族(広西チワン自治区・雲南省)

      - クム語群
        - クム族またはカム族
        - チン族

      - カシ語群
        - カシ族 (インドのメーガーラヤ州)
        - ジャインティア族（インドのメーガーラヤ州）

      - ライ族
      - マン族

    - 南部モン・クメール
      - モン族グループ
        - モン族 (ミャンマーのモン州)
        - ニャクル族又はニャ・クル族又はチャオ・ボン族

      - アスリ諸語グループ
        - ジャハイ族(北部アスリ諸語)
          - 東部グループ
          - 西部グループ

        - セノイ族(中部アスリ諸語)
        - セメライ族(南部アスリ諸語)
        - ジャーハット族

      - ニコバル諸島グループ
        - 北部ニコバル諸語(カー語)
        - 中央ニコバル諸語(ナンカウリー語)
        - 南ニコバル諸語(大ニコバル諸語)
        - チャウラ族
        - テレッサ族
        - ショム・ペン族(大ニコバル島)

  - ムンダ派(Y染色体ハプログループはO1bである)
    - 北部ムンダ
      - サンターリー語(Santali)
      - ムンダーリー語(Mundari)
      - ホー語(Ho)
      - ブーミジ語(ブミジ語(Bhumij))
      - コルク語(Korku)
      - コルワ語
      - アスル語
      - ビルホル語

    - 中央ムンダ
      - カリアー語(Kharia)
      - ジュアング語

    - 南部ムンダ
      - ソーラ語(サオロ語・サバラ語)(Savara))
      - ボンド語
      - ガダバ語
      - パレンガ語
- オーストロネシア系
  - 台湾派(台湾先住民族/台湾島）
    - アタヤル グループ
      - タイヤル語
      - セデック語
        - タロコ語

    - パイワン グループ
      - アミ語
        - ナタオラン語(Nataoran)

      - サキザヤ語
      - ブヌン語
      - バサイ語
      - バブサ・タオカス語
        - バブサ語
        - タオカス語
        - ファボラン語

      - クバラン語
      - カウカット語
      - シラヤ語
        - 新港語

      - タイボアン語
      - マカタオ語
      - パポラ・ホアンヤ語
        - ホアンヤ語
        - パポラ語

      - ケタガラン語
        - ルイラン語

      - パイワン語
      - プユマ語
      - パゼッヘ語
        - クーロン語

      - カハブ語
      - サイシャット語
      - サオ語

    - ツオウ グループ
      - ツォウ語
      - ルカイ語
      - サアロア・カナカナブ語
        - サアロア語
        - カナカナブ語

  - マレー・ポリネシア派
    - フィピングループ
      - 北部フィリピン諸語
        - バタン諸語
          - タオ族（台湾先住民族だが、唯一の島民。マレー系と近縁の民族）
          - イヴァターヌン語

        - 北部ルソン諸語
          - イロカノ語

        - 中央ルソン諸語
          - パンパンガ語

      - 中央フィリピン諸語
        - タガログ族（フィリピンの主要民族）
        - フィリピン語
        - ヴィサヤ諸語
          - セブアノ語
          - ワライ語
          - ビコール語
          - ヒリガイノン語(イロンゴ語)
          - タウスグ語
          - アクラノン語

        - パラワン語群

      - 南部フィリピン諸語(ミンダナオ島)
        - マギンダナオ語
        - マラナオ語
        - モロ族（フィリピンのイスラム教徒/スールー諸島・パラワン島・ミンダナオ島）

      - カラミア諸語
      - サンギリック語群
      - ミナハサン語群

    - インド・メラネシアグループ
      - ボルネオ語群(ボルネオ島・スラウェシ北部・マダガスカル島)
        - 北サラワク諸語(サラワク州)
        - サバ諸語(サバ州)
          - 北東サバ
            - ボンギ語
            - イダアン語

          - サバ南西部
            - グレータードゥスン語
              - ドゥスン語
              - パイタニック語

            - グレータームルティック語
              - ムルティック語
              - タタナ語
              - パパー語

        - バリト諸語(バリト川)
          - 東バリト諸語
            - ダヤク族（ボルネオ島）
            - メリナ人（マダガスカル島）

          - 西バリト諸語
            - ガジュ語

          - マハカム諸語

      - サマ・バジャウ語群(スル諸島・ビリラン州)
        - サマ語
        - パジャウ語

      - ジャクン族（オラン・アスリのプロト・マレー系）

    - 中核マレー・ポリネシアグループ
      - 西マレー・ポリネシア(スンダ・スラウェシ)
        - マレー半島 - スンバワ島
          - ジャワ族（インドネシアの主要民族）
          - スンダ族（インドネシアの主要民族）
          - マドゥラ
          - アチェ・チャム諸語
            - アチェ族（インドネシアのアチェ州）
            - チャム族（ベトナム・カンボジアなど）
            - 回輝語(中国・海南島)

          - バリ・ササク諸語
            - バリ語
            - ササク語

          - 北西スマトラ諸語
            - バタック人（インドネシアのスマトラ島北部
            - ニアス語
            - ガヨ語
            - ミナンカバウ人（インドネシアの西スマトラ州）

          - マライック諸語
            - マレー人（マレーシア等の主要民族）
            - インドネシア語
            - バンジャル

        - 南スラウェシ諸語
          - マカッサル
          - ブギス
          - トラジャ族（スラウェシ島）

        - セレベス諸語
          - サルアン・バンガイ諸語
          - カイリ・パモマ諸語
          - ブンク・トキラ諸語
          - ウォトゥ・ウォリオ諸語
          - ムナ・ブトゥ諸語
            - チムチア
            - ムナ

        - チャモロ人（チャモロ人は、ミクロネシア人で西マレー・ポリネシアの言語を話す）
        - パラオ人（パラオ人は、ミクロネシア人で西マレー・ポリネシアの言語を話す）

オーストラロイド人種メラネシア系/中東マレー・ポリネシア(ズンバ・フローレンス諸語/中央マルク諸語/ティモール・バベル諸語)

### 太平洋
南方系古モンゴロイド（オーストラロイドと混血している）
- オーストロネシア系
  - マレー・ポリネシア派
    - 中核マレー・ポリネシアグループ
      - 中東マレー・ポリネシア
        - 大洋州
          - フィジー・ポリネシア
            - 西フィジー・ロマツ
              - ロツマ人(ロツマ島)
              - 西フィジー諸語
                - ナシモ・ナイタシリ・セルア語
                - 西部フィジー語
                  - ナドロガ
                  - ワヤ

            - 東フィジー・ポリネシア
              - 東フィジー諸語
                - フィジー語(フィジー共和国)
                - ゴーン・ダウ語
                - ラウアン語
                - ロマイビティ語

              - ポリネシア( ポリネシア人ポリネシアに居住。ハワイ島、イースター島先住民等）
                - トンガ諸語
                  - トンガ(トンガ王国)
                  - ニウエ(ニウエ)

                - 中核ポリネシア
                  - サモア諸語(サモア・域外諸語)
                    - 東ウベア・ニウアフォオウ諸語
                      - ウォリス語(東ウベア語/ウォリス・フツナ)
                      - ニウアフォオウ語(ニウアフォオウ島)

                    - プカプカ語(プカプカ島)
                    - サモア(サモア・アメリカ領サモア)
                    - トケラウ(トケラウ)
                    - エリス諸語
                      - ツバル(ツバル)
                      - カピンガマランギ語(ミクロネシアのカピンガマランギ環礁)
                      - ヌクオロ語(ミクロネシアのヌクオロ環礁)
                      - ヌクリア語(パプアニューギニアのヌグリア環礁)
                      - タクー語(パプアニューギニアのタクー環礁)
                      - ヌクマヌ語(パプアニューギニアのヌクマヌ環礁)
                      - オントンジャワ語(ソロモン諸島のオントンジャワ環礁)
                      - シカイアナ語(ソロモン諸島のシカイアナ環礁)

                    - フトゥナ諸語又はフツナ諸語
                      - フトゥナ語又はフツナ語(ウォリス・フツナ)
                      - レンネル語(ソロモン諸島のレンネル・ベローナ州)
                      - ビカウ・タウマコ語(ソロモン諸島のサンタクルーズ諸島・ダフ諸島)
                      - ティコピア語(ソロモン諸島のティコピア島)
                      - アヌータ語(ソロモン諸島のアヌータ島)
                      - エマエ語(バヌアツ共和国シェファ州のエマエ島)
                      - メレ・フィラ語(バヌアツ共和国シェファ州のエファテ島)
                      - フトゥナ・アニワ語(バヌアツ共和国タフェア州のフトゥナ島・アニワ島)
                      - 西ウベア語(ニューカレドニアロイヤルティ諸島のウベア島)

                  - 東ポリネシア諸語
                    - マルキーズ諸語
                      - マルキーズ語(マルキーズ諸島)
                      - マンガレヴァ語(マンガレヴァ島)
                      - ハワイ語(ハワイ州)

                    - タヒチ諸語
                      - タヒチ(タヒチ島)
                      - オーストラル語(オーストラル諸島)
                      - ラパ語(ラパ島)
                      - トゥアモトゥ語(トゥアモトゥ諸島)
                      - ラロトンガ(ラロトンガ王国)
                      - ラカハンガ・マニヒキ語(ラカハンガ環礁・マニヒキ環礁)
                      - ペンリン(ペンリン環礁)
                      - マオリ（ニュージーランド）
                      - モリオリ人(チャタム島)

                    - ラパ・ヌイ(イースター島)

          - ミクロネシア( ミクロネシア人でミクロネシアに居住。他民族のポリネシア人やメラネシア人と混血が進み身体的な変異が大きい）
            - ナウル(ナウル共和国)
            - 中核ミクロネシア諸語
              - コスラエ(コスラエ島)
              - 中央ミクロネシア諸語
                - キリバス人(キリバス共和国)
                - 西ミクロネシア諸語
                  - マーシャル(マーシャル諸島)
                  - チューク・ポナペ諸語
                    - チューク諸語
                      - チューク(チューク諸島)
                      - モートロック語(ノモイ諸島又はモートロック諸島)
                      - サタワル語(サタワル島)
                      - ウルシー語又はウリシ語(ウルシー環礁)
                      - ウォレアイ語(ウォレアイ環礁)
                      - ブルスク語(プルサック環礁又はプルスク環礁)
                      - プルワット語(プルワット環礁)
                      - ナモヌイト語(ナモヌイト環礁)
                      - カロリン語(北マリアナ諸島・サイパン島/カロリン諸島から移動した)
                      - ソンソロール語(ソンソロール州)
                      - トビ(トビ島)
                      - マピア語(マピア環礁)

                    - ポナペ諸語
                      - ポンペイ語(ポンペイ島又はポナペ島)
                      - ヌガティク語(サプゥアフィク環礁ヌガティク環礁)
                      - ピンゲラップ語(ピンゲラップ環礁)
                      - モキル語(モアキロア環礁又はモキル環礁)

オーストラロイド人種・メラネシア系/太洋州(西大洋州諸語/中部メラネシア諸語/セント・マタイアス諸語/南東ソロモン諸語/
アドミラルティ諸島諸語/ヤップ語/テモツ語諸語/南大洋州諸語)

### 南北アメリカ大陸
北方系古モンゴロイドに分類されるが、独自の特徴もあり、「アメリンド」とも呼ばれる。
（詳細はインディアン・インディオ・アメリカ先住民諸語
を参照）
- ナ・デナ系（北米西北部、ニューメキシコ州）
  - トリンギット語
  - アサバスカ・イヤック派
    - イヤック語
    - アサバスカ諸語(ディネ)
      - 北部アサバスカ諸語
        - ヘアー・インディアン
          - チペワン族
          - トリチョ族
          - イエローナイブス族
          - スレイビー族
          - サーツ族

        - アラスカとカナダのディネ
          - ツー・ツィナ族
          - ダケル族
          - チルゴチン族
          - タールタン族
          - カスカ族
          - グウィッチン族
          - タナナ族

        - ファースト・ネーション
          - ドグリブ語
          - チペワイアン語又はチプウィアン語
          - スレイビー語

      - 太平洋岸アサバスカ諸語
        - フーパ語

      - 南部アサバスカ諸語
        - ナバホ族
        - アパッチ族
- ハイダ語(孤立言語、ナ・デネ語族に含まれるとの説もある)
- アルゴンキン・ウォキャシ系（五大湖を中心に、北米東部の大部分）
  - アルギック語族
    - アルゴンキン語族
      - 中央・平原 グループ
        - 平原
          - ブラックフット族
          - アラパホ語族
          - シャイアン族

        - 中央
          - クリー族
          - メノミニー語
          - オジブワ語
            - オジブワ族
            - オタワ族
            - アルゴンキン族

          - ポタワトミ語
          - フォックス語
            - メスクワキ族

          - ショーニー族
          - マイアミ・イリノイ語
            - マイアミ族
            - イリニ族

      - 東部 グループ
        - ミクマク族
          - アベナキ族
            - 西アベナキ
            - 東アベナキ

        - マリシート=パサマクォディ語
        - マサチューセット語
        - ナラガンセット語
        - モへガン・ぺクォート語
          - モヒガン族
          - ピクォート族

        - Quiripi-Naugatuck-Unquachog
        - モヒカン族
        - レペナ族又はデラウェア族
        - ナンチコーク語
        - カロライナ・アルゴンキン語
        - ポウハタン族
        - Etchemin
          - ニプマク族

        - シンネコック語

    - ウィヨット語
    - ユロック語

  - セイリッシュ語族
    - 海岸語派
      - クラーラム語
      - コモックス
      - シーシェルト語
      - スクォミッシ語
      - 北ストレイツ語
        - サーニッチ語

      - トゥワナ語
      - ハルコメレム語
      - ルシュツィード語

    - ツァモス語派
      - カウリッツ語
      - クイナルト語
      - 上へリス語
      - 下へリス語

    - ティラムーク語
    - 内陸語派
      - オカナガン語
      - コル・ダレーン語
      - コロンビア語
      - シュスワブ語
      - スポカン・カリスペル・フラットヘッド語
      - トンプソン語
      - リルエット語

    - ベラクーラ語

  - チマクアン語族
  - ウォキャシ語族
  - クーテナイ語(孤立言語)
- マクロ・スー系（アパラチア山脈及び北米中西部）
  - スー語族
    - スー諸語本流(西部)
      - クロウ語
      - ヒダッサ語
      - ヴィネベコ語
      - アイオワ語
      - オマハ語
      - スー語
        - ラコタ語
        - ダコタ語

    - カトパー諸語(東部)

  - イロコイ語族
    - 北部イロコイ諸語
    - 南部イロコイ諸語

  - カド語族又はカドー語族
    - カドー語

  - ユチ語又はユーチ語(Yuchi/オクラホマ州東部中央部/孤立言語)
- 湾岸大語族
  - マスコギ語族
    - チョクトー語
    - アラバマ語
    - マスコギ語
- ホカ系（カリフォルニア半島、メキシコ湾に面した一部地域/マクロ・スー大語族と併せてホカ・スー大語族とする場合もある)
  - シャスタ語族又はパライフニフ語族
  - ポモ語族
  - ユーマ語族
  - イスコム語族
    - チュマシュ語族
    - サリナ語

  - テキストラテック語族
  - コアウィルテコ語族
  - スパネック諸語
  - カロック語
  - チマリコ語
  - ヤナ語
  - エセレン語
  - セリ語
  - ワショ語
  - ヒカケ語(孤立言語)
- ケレス(孤立言語、ホカ・スー大語族に含まれるとの説もある)
- ペヌート系（カリフォルニア州、メキシコ東部、グアテマラ、ベリーズ。南米大陸のいくつかの言語を含む説がある）
  - ツィムシアン語
  - ヨクツ語族
  - マイドゥ語族
  - ミーウォク語族
  - チヌーク語族
  - サハプティアン語族
  - ミヘ・ソケ語族
  - トトナク語族
  - マヤ語族
  - チパヤ・ウル語族
  - ワヴェ語(オト・マンゲ大語族に含める場合もある)
- アズテック・タノア系（ネバダ州、ユタ州、メキシコ西部）
  - ユト・アステカ語族
    - ショショーニ語
    - ユト語
    - ホピ語
    - ルイセーニョ語
    - パパゴ語
    - ナワトル語

  - カイオワ・タノア語族
    - カイオワ語
    - トワ語
    - テワ語
- タラスコ(孤立言語)
- オト・マンゲ系（メキシコ中部）
  - チナンテク語族
  - オトミ語族
    - オトミ語

  - ミシテク語族
    - ミシテク語

  - ポポロカ語族
    - マザテク語

  - サポテク語族
    - サポテク語
- マクロ・チブチャ系（ホンジュラス - パナマ地峡にかけて。南米大陸の一部の言語を含む）
  - チブチャ語族
    - グワイミ語

  - レンカ語(孤立言語)
  - シンカ語(孤立言語)
  - チョコ語族
  - インター・アンディーン語族
    - パエス

  - ワイカ語族
- アンデス・赤道系（アンデス山脈、アマゾン川流域など）
  - ケチュマラ
    - ケチュア語
    - アイマラ語

  - チョン語族
  - アラワク語族
  - ヒヴァロ語族
  - トゥカノ語族
  - モヴィマ語(孤立言語)
- ゲ・パノ・カリブ系（ギアナ地方、ブラジル南部、パラグアイ、アルゼンチン東部など）
  - マクロ・ゲ語群
    - ゲ語族
    - クレナック語

  - トゥピ語族
    - トゥピ語
    - グアラニー語

  - マクロ・パノア大語族
  - カリブ語族
- ムーラ小語族
  - ピダハン語(孤立言語)
- アラウコ語族
  - マプチェ族
  - ウィリチェ語

ナワトル語はアステカ帝国の、マヤ語はマヤ文明の、ケチュア語はインカ帝国の公用語の流れをくむ言語であると考えられている。
ゲ・パノ・カリブ語族に属するブラジルのトゥピ語は現在でも多くの話者が存在しており、ブラジルの文化的ルーツの一つとして考えられている。
パラグアイなどの隣接するスペイン語地域では、グアラニー語と呼ばれており、これらは方言の違いであると考えられている。

## 他人種との混血
- モンゴル、中央アジア、シベリア、ヨーロッパ北東部ではモンゴロイドとコーカソイドが混血している。モンゴル系民族、テュルク系民族(トゥラン人種)、ウラル系民族(ラップ人種)など。
- ウラル系民族でウラル山脈以西の地域ではコーカソイドの集団との混血の結果、ハンティ人・マンシ人以外のフィン・ウゴル語派はモンゴロイドとコーカソイドの中間種の一部を除いて、概ね東ヨーロッパ人種に分類されており、特にバルト・フィン語派が形質にスカンジナビア人種に属するコーカソイドに分類される。
- ポリネシア人種(ポリネシア人、ミクロネシア人)は、台湾を発ったモンゴロイドのオーストロネシア集団と、オーストラロイドのニューギニア先住民が混血した集団からなっていることが遺伝子から示された[21]。
- 東南アジアや南部中国のモンゴロイドはオーストラロイドと混血している。
- オーストラロイドのメラネシア人はモンゴロイドのポリネシア人、ミクロネシア人とオーストラロイドのパプア人と混血した。
- ネパール西部からインド北東部のタルー人はもともとはコーカソイドだったが、チベット系と混血を重ねて、次第にモンゴロイド化した。
- インド東部のオーストロアジア系ムンダ人は東南アジアからインドに東進し、オーストラロイドのインド先住民(ドラヴィダ人種、ヴェッダ人種)と混血した。
- マダガスカルのオーストロネシア系マダガスカル語を話すメリナ人(マラガシー人種)は東南アジアからマダガスカルに移住してネグロイドのアフリカ先住民と混血した。
- アメリカ先住民のいくつかの部族は、コロンブスの新大陸発見以降コーカソイドと混血している。